# 营山站
营山站，位于中华人民共和国四川省南充市营山县朗池街道，是达成铁路上的火车站，1997年12月25日启用营运，2008年进行新站房改造，中国铁路成都局集团管辖。

## 車站周邊
- 营山八十七队汽车客运站
- 营山县人民法庭城南人民法庭
- 中国邮政储蓄银行景阳路邮政所
- 营山县烟草专卖局
- 营山县市场监督管理局
- 源都商务宾馆
- 景阳大酒店
- 中国邮政储蓄银行景阳路支行
- 金华义乌商城
- 营山县审计局
- 营山县农村商业银行

## 歷史
- 1997年12月25日启用营运。
- 2008年进行新站房改造。
- 2012年11月17日站台加高扩建。[1]
- 2013年12月28日办理动车客运业务。[2][3]

## 外部連結
- 中国铁路客户服务中心 （页面存档备份，存于）